# Joël Kasereka
Joël Kasereka, né le 12 septembre 2002, est un coureur cycliste congolais.

## Biographie
En 2023, il devient champion de République démocratique du Congo sur route,. Il termine également neuvième de la course en ligne aux Jeux de la Francophonie. 

## Palmarès
- 2023
  -  Champion de République démocratique du Congo sur route
- 2025
  - 2e du Tour de Lunsar